# Melik Yeğin
Melik Yeğin (* 14. April 1996 in Patnos) ist ein türkischer Fußballspieler.

## Karriere
Yeğin spielte in seiner Jugend bei Altınovaspor und wurde 2011 von Manisaspor verpflichtet. In der Saison 2013/14 spielte er in der zweiten Mannschaft und bestritt vier Spiele. In der Saison 2014/15 wurde er an FBM Yaşamspor ausgeliehen. Gleich am ersten Spieltag, dem 7. September 2014, erzielte er beide Tore bei dem 2:1-Auswärtssieg gegen Bayburt Grup İl Özel İdare GS. Größere Bekanntheit erlangte er bei einem Pokalspiel gegen Galatasaray Istanbul, als er per Kopf zur zwischenzeitlichen 1:0-Führung traf, das Spiel verlor Balçova allerdings mit 1:9.